# Cheilotrema saturnum
Cheilotrema saturnum är en fiskart som först beskrevs av Charles Frédéric Girard, 1858.  Cheilotrema saturnum ingår i släktet Cheilotrema och familjen havsgösfiskar. IUCN kategoriserar arten globalt som otillräckligt studerad. Inga underarter finns listade i Catalogue of Life.